# Google Fonts
Google Fonts (früher Google Web Fonts) ist ein interaktives Verzeichnis mit über 1800 Schriftarten, das Google zur freien Verwendung bereitstellt.

## Details
Google Fonts wurde 2010 gestartet und seitdem immer wieder aktualisiert. Viele Schriftarten sind unter der SIL Open Font License veröffentlicht, während andere unter der Apache-Lizenz veröffentlicht wurden. In beiden Fällen handelt es sich um freie-Software-Lizenzen. Dies bedeutet, dass jeder Websitebetreiber sie frei verwenden kann, ohne mit Lizenzgebühren belastet zu werden. Beliebte Schriftarten sind unter anderem Lato, Ubuntu und Droid Sans.

## Datenschutz
Google Fonts bietet die Option, Schriften auf der eigenen Website zu nutzen, ohne dass diese auf den eigenen Server hochgeladen werden müssen. In diesem Fall werden beim Aufruf der Webseite durch einen Benutzer die Schriften über einen Google-Server nachgeladen. Dieser externe Aufruf bewirkt, dass Nutzerdaten, darunter auch die IP-Adresse, an Google übertragen werden.
Viele Websitebetreiber binden externe Dienste nur nach Zustimmung der Nutzer ein und vergessen mitunter, Google Fonts zu erwähnen oder das Laden zu verhindern. Das Landgericht München I urteilte im Januar 2022, dass dies die DSGVO verletzt. Diesbezüglich wurden in Deutschland und Österreich Abmahnungen verschickt. In Österreich ließ ein Anwalt über einen IT-Dienstleister automatisiert rund 180.000 Webseiten abrufen. Für 24.000 Euro wurden automatisiert Abmahnungsschreiben als PDF erstellt. Ein Bot auf dem Privatcomputer öffnete automatisiert alle Webseiten, sodass der Rechtsfall eintrat.
Die Staatsanwaltschaft Berlin ließ Ende 2022 die Kanzlei eines Abmahnanwalts durchsuchen. Gegen den Anwalt und seinen Mandanten wird in 2418 Fällen von gewerbsmäßigem Betrug und Erpressung ermittelt.
Es ist auch möglich, Schriften lokal auf eigenen Webseiten einzubinden. Dafür müssen die verwendeten Google Fonts heruntergeladen und auf die eigene Website hochgeladen werden. Damit ist die Verbindung zum Google-Server getrennt und eine Informationsübertragung an Google unterbunden.